# Minuszinszki-medence
A Minuszinszki-medence (orosz nyelven: Минусинская котловина) Oroszország ázsiai részén, az Altaj–Szaján földrajzi régióban elterülő, hegyekkel övezett medence a Krasznojarszki határterület déli részén és Hakaszföldön. Hakasz-minuszinszki-medencének (Хакасско-Минусинская котловина) is nevezik. Javarészt itt találhatók Közép-Szibéria sztyeppjei és Hakaszföld régészeti emlékei. Szibéria egyik fontos mezőgazdasági körzete.

## Fekvése
Az észak felé tartó Jenyiszej középső folyása, illetve az ott kialakított Krasznojarszki-víztározó mentén terül el. Keleten a Keleti-Szaján, nyugaton a Kuznyecki-Alatau, délen a Nyugati-Szaján, északon az alacsony Arga-hegység és a Csulim síksága határolja. Tengerszint feletti magassága (tszm.) 200–300 m és 700 m között van. A medence legnagyobb része a Jenyiszejtől nyugatra húzódik, de néhol a folyótól keletre is folytatódik. A hegyek nyugat–keleti irányú nyúlványai a medencét négy kisebb medencére tagolják.

### Részei
A széles értelemben vett Minuszinszki-medencét alkotó, viszonylag kisebb medencék (északról dél felé):
- Északnyugaton a Nazarovói-medence (Назаровская котловина): 300–350 m magas síkság.
- Az előzőtől keletre az Észak-minuszinszki-medence, más néven: Csulim-jenyiszeji-medence, (Чулымо-Енисейская котловина). A Csulim völgyétől északnyugatra síkság (350–450 m), délre és keletre (a Krasznojarszki-víztározóig) max. 550 m-ig emelkedő dombvidék.
- Délebbre, a Közép-minuszinszki-medence, más néven: Szida-jerbai-medence, (Сыдо-Ербинская котловина). A Jenyiszejen túlra is kiterjed, átlagos magassága 350–400 m. Folyói: a bal parton a Jerba és a Tyesz, a jobb parton a Szida.
- Legnagyobb a Dél-minuszinszki-medence (Южно-Минусинская котловина), melyet a Jenyiszej és bal oldali mellékfolyója, az Abakan szel át, és melynek központja az Abakan torkolatvidéke. Szűkebb értelemben néha csak ezt a részt nevezik Minuszinszki-medencének.
  - A Jenyiszejtől keletre, a Keleti-Szaján előhegyeig húzódó rész a Minuszinszki-sztyepp (a hegyek felé már erdős sztyepp). Folyóvölgyekkel felszabdalt hullámos síkság, 350 m-től a hegyek felé 700 m-ig emelkedik, nagyobb folyója a Tuba és a Oja. A Krasznojarszki határterűlet egyik legfontosabb mezőgazdasági bázisa.
  - A Jenyiszej és az Abakan folyó közötti rész a Kojbal-sztyepp, lefolyástalan mélyedésekkel, sóstavakkal borított kavicsos síkság. Nyugatabbra, az Abakan és az azonos nevű hegység között terül el az Abakan-sztyepp.

## Éghajlata
Éghajlatát a medencét szegélyező hegyek erősen befolyásolják, a hőingadozás évszakonként, de akár naponta is igen nagy. A januári középhőmérséklet -21 °C (északon) és -16 °C (délen) között változik, a júniusi 18,2 – 19,6 °C. Télen -52 °С-ig is eshet, nyáron 45 °С-ig is emelkedhet a hőmérséklet. A téli hideget a medencékbe délnyugatról érkező szelek jelentősen enyhítik.
Délen kevés, északon több a csapadék, területi eloszlása nem egyenletes. Az északnyugati Nazarovói-medencére éves átlagban 400–500 mm csapadék is jut, a Minuszinszki-sztyeppre 300–500 mm, a medence központi részeire 300 mm-nél is kevesebb, és ott a párolgás is sokkal nagyobb. Kevés csapadékot kapnak a nyugati hegységek (Kuznyecki-Alatau) esőárnyékban fekvő vidékei is. A téli hótakaró a medencék alján vékony vagy teljesen hiányzik.

## Növényzete
A központi területek feketeföld (csernozjom) és gesztenyebarna talajait sok helyen felszántották. A medence peremi részein a szürke erdőtalajokon sztyepprétek erdős ligetekkel váltakoznak, az előhegyekben az erdős sztyepp a jellemző, a hegyeket erdő borítja. Jellemző fafajok a nyír, a szibériai vörösfenyő, ritkábban az erdeifenyő és a nyárfa. Az Abakan- és a Kojbal-sztyepp kevéssé termékeny területeit csenkesz, üröm-árvalányhajas növényzet fedi.

## Történelem
A hegyekkel körülvett, folyókkal szabdalt, viszonylag kellemes éghajlatú Minuszinszki-medence az ősi dél-szibériai civilizációk egyik fontos központja volt. A bronzkorban különösen fontossá tették gazdag réz-, vas- és más ásványi lelőhelyei. Ősi temetkezési helyek, régészeti lelőhelyek sokaságát tárták fel, a sírokból a bronzkori karaszuk-kultúra (i. e. 1500–800) és különösen a tagar régészeti kultúra (i. e. 7. és 2. század), majd a későbbi tastiki kultúra sok emlékanyaga került elő. Évszázadokon át különféle népek, zömmel a jenyiszeji kirgizek lakták, – akiket a hakaszok általában őseiknek tekintenek –, a 15-16. században önálló államot is létrehoztak, mely négy uluszból (fejedelemségből?) állt, köztük a legnagyobb a Tuba folyó mentén. A medence a kínai Csing-dinasztiával 1727-ben megkötött kjahtai szerződés értelmében lett Oroszország része. A mezőgazdasági termelés mellett a 20. század közepén kezdődött a vidék iparosítása, megépült a Tajset–Abakan vasútvonal, a Krasznojarszki vízerőmű és mögötte a víztározó. Több ipar- és bányavárosa van, a két legnagyobb város Abakan és Minuszinszk.